# Colegio Champagnat (Villa Alemana)
El Colegio Champagnat es un colegio chileno, católico y de pago, ubicado en la ciudad de Villa Alemana. Pertenece a la red de colegios de la Congregación de los Hermanos Maristas.

## Historia
La idea de que los Hermanos Maristas se establecieran en la zona de Valparaíso estaba desde su llegada al país en el año 1911, ya que se presentaba como un lugar estratégico para facilitar las comunicaciones y transporte con Europa, al ser un puerto de importancia en la zona central.
El impulso definitivo para la creación del colegio llegó en los años 1960, cuando el obispo de Valparaíso Emilio Tagle cedió la propiedad del Instituto Rafael Ariztía de forma definitiva a los Hermanos Maristas, a condición de que la congregación abriera un nuevo colegio en su diócesis.
Los Hermanos poseían un terreno en la Zona Norte de Villa Alemana, que fue donado por Teresa Brown para trasladar el internado del Instituto Rafael Ariztía, ya que la mayoría de los alumnos provenían de Viña del Mar y Quilpué. Este terreno se encontraba en un lugar de difícil acceso, por lo que el Consejo Provincial decidió comprar una propiedad en el interior de la ciudad para la construcción del colegio.
El colegio fue fundado finalmente el 8 de enero de 1967, con cuatro cursos de educación básica de 3.º a 6.º a cargo de una comunidad de tres hermanos, y con el mobiliario del Colegio Manuel Tomás Albornoz de Constitución, que cerró en 1966. En 1971 se construyó un segundo pabellón de clases debido a la creación de la Educación Media en el colegio.
En 1979, con una matrícula de más de 500 alumnos, se construyeron nuevas salas de clases para establecer una jornada única para el alumnado, y en 1987 se habilitó un nuevo edificio de dos pisos, con razón de la habilitación de matrícula para niñas hasta 4.º básico.

## Instalaciones

### Estadio Marista
Se encuentra ubicado en el Sector Norte de Villa Alemana, en calle Lima 600. Es un terreno de 6,5 hectáreas que cuenta con una cancha principal, dos multicanchas, casa de exalumnos, de scouts y del cuidador, salas de artes, música, de profesores y de primeros auxilios, un gimnasio polideportivo —inaugurado en el año 2002—, camarines, baños, un casino y comedores auxiliares.